# Exploziile de la Tiraspol din 2006
În vara anului 2006 la Tiraspol au avut loc două explozii în mijloacele de transport public, astfel: o primă explozie a avut loc într-un microbuz (rutieră) în dimineața zilei de 6 iulie, soldându-se cu decesul a 8 persoane și rănirea altor 26, a doua explozie a avut loc într-un troleibuz la 13 august, și a cauzat decesul a 2 persoane și rănirea altor 8.
În urma cercetărilor penale, nu a fost găsită nicio legătură între cele două cazuri.

## Explozia în rutieră
În dimineața zilei de 6 iulie 2006 la ora 7 și 5 minute a explodat o bombă într-un microbuz, omorând 8 persoane și 26 rănind alte 26 de persoane. Explozia a avut loc atunci când rutiera și un troleibuz au oprit la roșu la intersecția străzilor Odesa și Ciapaev. Diverse vătămări au obținut și oamenii care se aflau în troleibuz. Explozia a fost atât de puternică încât piesele microbului au fost împrăștiate pe o rază de 100 de metri. La câteva zile după tragedie, experții au ajuns la concluzia că nu a avut loc un atac terorist, în opinia acestora, un dispozitiv exploziv improvizat, a fost destinat pentru alte scopuri, însă a explodat accidental.
La 24 octombrie 2006 Tribunalul municipiului Tiraspol i-a condamnat la 9 și 10 ani de închisoare de Aleksander și Serghei Varbasevici.

## Explozia în troleibuz
Pe 13 august 2006 la ora 13 și 50 de minute în apropiere de centrul comercial „Причерноморье” („la Marea Neagră”) a avut loc explozia unei bombe în troleibuzul de pe ruta 2, rezultând în rănirea a 10 de persoane, dintre care două au decedat.
La 19 martie 2007 „Curtea Supremă” a nerecunoscutei «RMN» l-a condamnat pe marginea cazului pe Serghei Kapustin. Acesta a fost condamnat la 20 ani de închisoare. Potrivit instanței Kapustin independent a produs dispozitivul exploziv pe baza a două grenade F-1 și RGD-5. El a intenționat să se răzbune pe conducerea companiei „Rustas” SRL, care l-au redus în rang, din funcția de maistru la cea de lucrător, iar din cauza stării de sănătate nu a putut trece la noul serviciu și a fost obligat să lucreze ca un agent de pază la fostul loc de muncă.
În ziua exploziei din troleibuz, Kapustin intenționa să plaseze bomba la intrarea în biroul managerilor „Rustas” SRL. El a pus dispozitivul într-o cutie de carton de sub ciocolată, a înfășurat ambalajul în colanți, și a turnat crupe deasupra pentru a evita deturnarea automată a bombei. Cu dispozitivul exploziv Kapustin a venit de la Slobozia la Tiraspol, însă a greșit troleibuzul, realizând faptul că era pe un traseu greșit, a decis să coboare. Ridicând cutia, a auzit în interior un click, reușind să pună cutia pe podea, sa retras câțiva pași înapoi. După care a avut loc o explozie.

## Legături externe
- ru Подборка материалов по теме «Взрыв маршрутного такси в Тирасполе»
- ru Подборка материалов по теме «Взрыв троллейбуса в Тирасполе 13.08.2006»